# Pseudomys albocinereus
Pseudomys albocinereus — гризун родини мишевих. Більший і міцніший за Mus musculus, звичайну домову мишу, він зустрічається лише в Південно-Західній Австралії.

## Морфологічні особливості
Довге хутро на верхній стороні сірого кольору. Пляма під кожним оком, нижня сторона морди і нижня сторона тіла білі. Очі та вуха великі. Ще однією відмінною рисою є майже голий хвіст, який трохи довший голови і тулуба разом узятих. Він рожевого кольору, за винятком вузької коричневої лінії на верхній стороні. На крупі хутро може мати жовто-коричневі відтінки. Окремі тонкі чорні волоски з’являються в різних місцях. Самці більші з довжиною голови та тулуба від 63 до 95 мм, довжиною хвоста від 95 до 105 мм і вагою від 30 до 40 г, ніж самки, які досягають 63–85 мм без хвоста і довжиною хвоста від 85 до 97 мм і вагою від 14 до 29 г.

## Спосіб життя
Ці нічні тварини вдень відпочивають у глибоких підземних норах, захованих у шарі листя або в видовбаних стовбурах дерев, що лежать на землі. Вони їдять зелені частини рослин і насіння і переходять на безхребетних в сухий період. Перевага віддається рослинам, які накопичують багато води. Розмноження починається наприкінці зими в серпні, і зазвичай після 37 або 38 днів вагітності з’являється виводок з двох-шести новонароджених. На цю мишу полюють інтродуковані червоні лисиці, собаки та коти.